# Girenbad (Turbenthal)

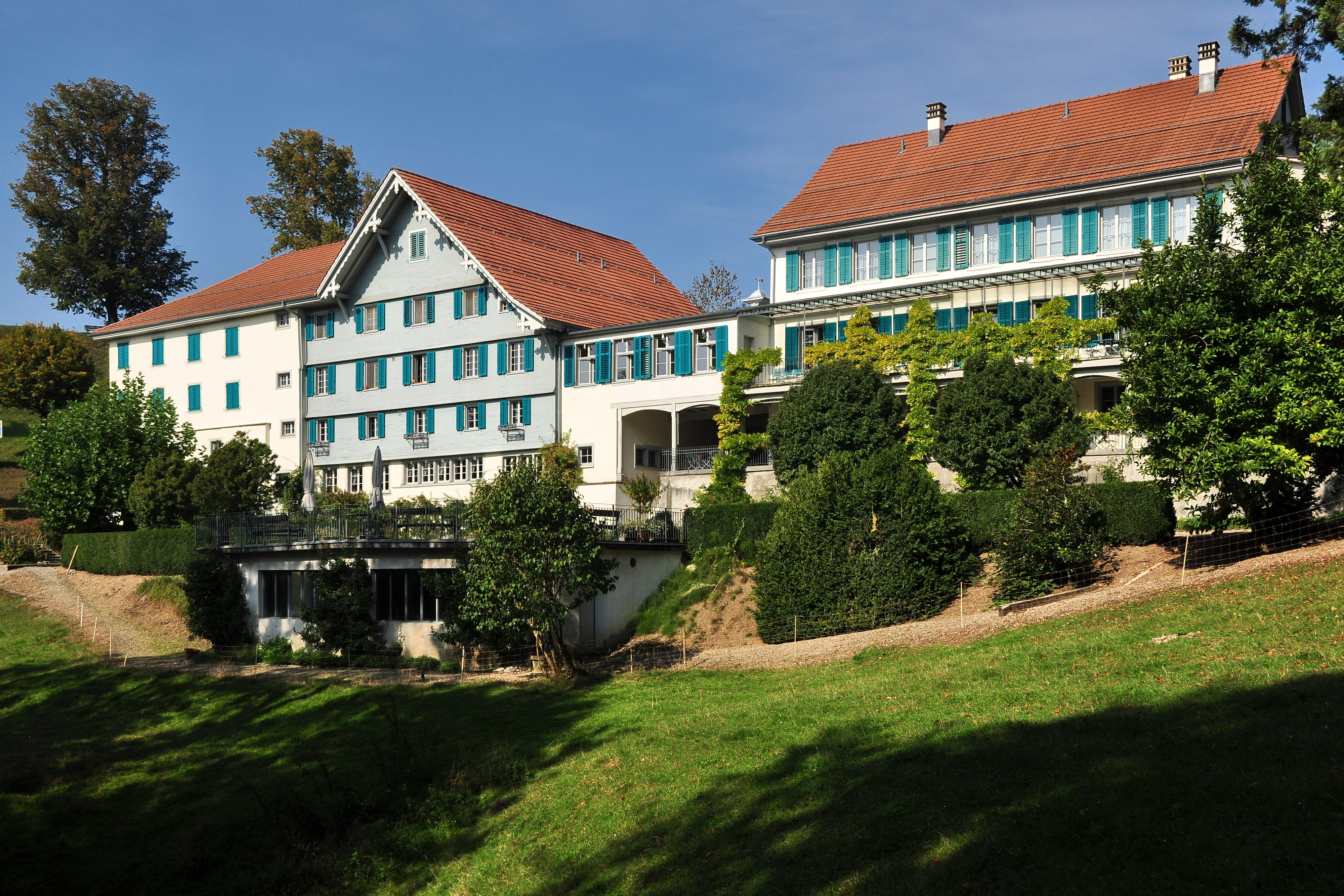
Gasthof und ehemaliges Kurhaus Gyrenbad

Girenbad (auch Gyrenbad) ist ein als Aussenwacht bezeichneter Ortsteil von Hutzikon in der Gemeinde Turbenthal im Kanton Zürich in der Schweiz. Die Häusergruppe in Girenbad besteht hauptsächlich aus dem Gasthof Gyrenbad, der zu den Swiss Historic Hotels gehört.

## Lage

Luftbild von Walter Mittelholzer (1918–1937)

Girenbad befindet sich nördlich von Turbenthal über dem Rosstobel auf 720 m ü. M. am südlichen Abhang des Schauenbergs. Südlich unterhalb liegt die Ortschaft Hutzikon.
Die Postautohaltestelle "Girenbad b. Turbenthal" wird von folgenden Postautolinien bedient:
682 Elgg – Hofstetten ZH – Schlatt ZH – Girenbad b. Turbenthal (fährt nur am Wochenende)
805 Turbenthal – Hutzikon – Girenbad b. Turbenthal (fährt nur Werktags um 11.25 Uhr bzw. 11.32 Uhr sowie 13.20 Uhr bzw. 13.27 Uhr)

## Geschichte

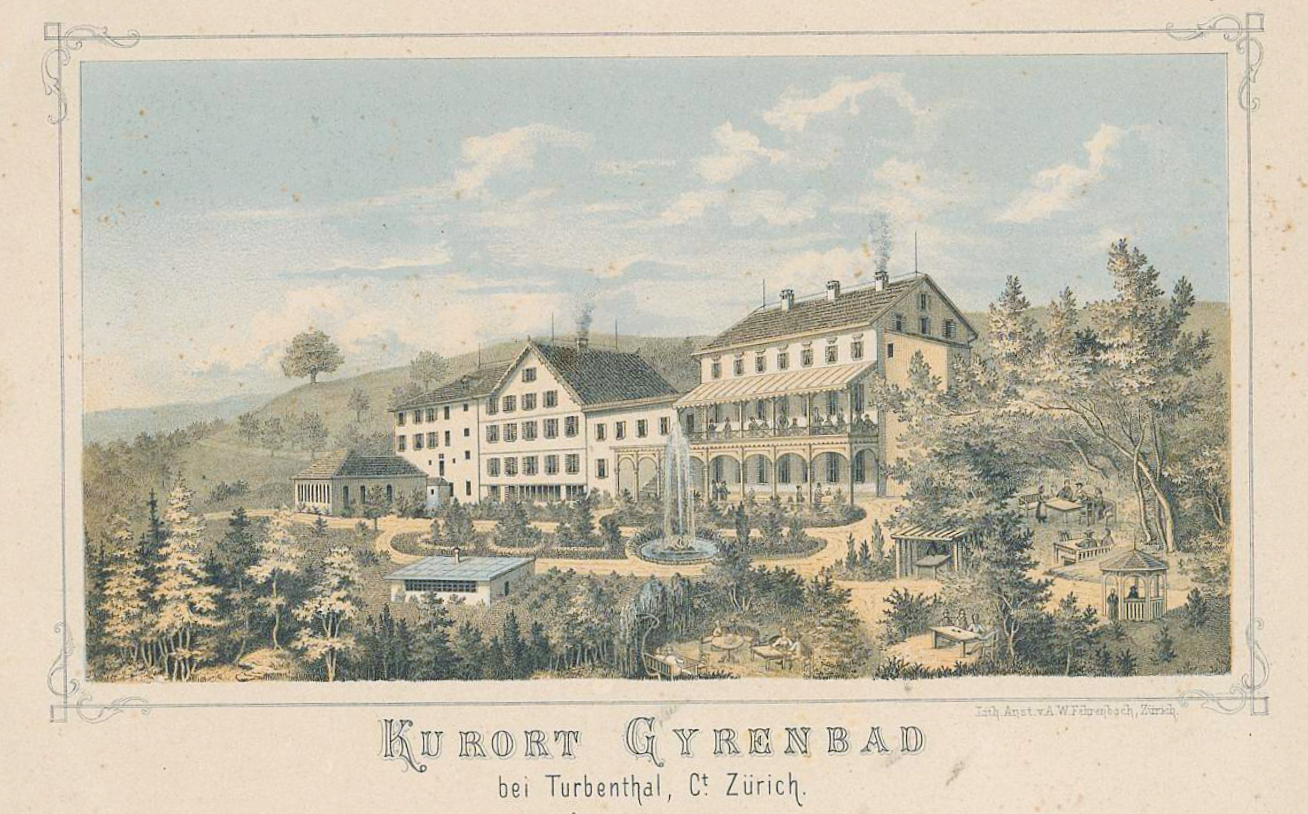
Kurhaus Gyrenbad um 1880

Die Höhen des Tösstals wurden im 13. Jahrhundert durch die Herren von Landenberg wirtschaftlich erschlossen.  Auf dem Gebiet des heutigen Girenbads entstand der 1364 erstmals erwähnte Ackerbaubetrieb Hof Rüti (in älteren Quellen als Sennhof bezeichnet). Im 15. Jahrhundert wurde dort ein Badebetrieb aufgenommen, der 1464 im Zürcher Steuerrodel als Gyrenbad erscheint. Im 16. Jahrhundert wurde das Bad als Heilstätte und gesellschaftlicher Ort der bürgerlichen Gesellschaft der Stadt Zürich bekannt (erste Badeordnung von 1602).
1620 wurde das heutige Haupthaus als Fachwerkgebäude errichtet. Die neugegründete Zürcher Ärztegesellschaft «Zum Schwarzen Garten» widmete dem Gyrenbad in ihrem Neujahrsblatt von 1826 eine eingehende Beschreibung. Das Bad bot damals 90 Gästen Unterkunft. Im Badhaus standen 35 hölzerne Badezuber als Reinigungsbad mit Wasser- und Molkekuren. 1823 wurde der heutige Westtrakt und 1843 anstelle des Badehauses der heutigen Osttrakt (Speisesaalbau) angebaut.
Während der Badebetrieb 1968 zu Ende ging, blieb die Wirtschaft des Gyrenbads ein beliebtes Ausflugsziel der Tösstalregion. 1975 wurde das Gebäudeensemble des Gasthofs Gyrenbad mit dem neuen Zürcherischen Baugesetz ins Inventar der Schutzobjekte von überkommunaler Bedeutung aufgenommen. Seit 1990 wurde das Gyrenbad etappenweise nach denkmalpflegerischen Grundsätzen renoviert und modernisiert.

## Auszeichnungen
- 1997 kürte Icomos, der internationale Rat für Denkmäler und historische Stätten, den Gasthof Gyrenbad zum «historischen Hotel des Jahres»
- 2015 SRF-Sendung «Mini Beiz, dini Beiz»: Das Gyrenbad ging zusammen mit dem Illnauer Rössli als Sieger hervor.[4]